# 卡巴爾達-巴爾卡爾共和國
卡巴爾達-巴爾卡爾共和國（羅馬化：Kabardino-Balkarskaya Respublika），中文简称卡巴共和国，是俄羅斯聯邦主體之一，也是俄罗斯的自治共和国，屬北高加索聯邦管區。位於大高加索北麓，南面與格魯吉亞接壤，面積12,500平方公里，人口901,494（2002年）。首府納爾奇克。
歐洲最高峰厄爾布魯士峰位於本共和國。共和國的前身是卡巴尔达-巴尔卡尔自治州及之後設立的卡巴爾達-巴爾卡爾蘇維埃社會主義自治共和國。

## 人口

### 民族構成
主要民族據2002年統計:
| 民族                   | 人數（萬人）(*) |
| ---------------------- | --------------- |
| 卡巴爾達人             | 49.87 (55.3 %)  |
| 俄羅斯人               | 22.66 (25.1 %)  |
| 巴爾卡爾人             | 10.5 (11.6 %)   |
| 奧塞梯人               | 0.98 (1.1 %)    |
| 土耳其人               | 0.88 (1 %)      |
| 烏克蘭人               | 0.76            |
| 亞美尼亞人             | 0.53            |
| 朝鮮人                 | 0.47            |
| 車臣人                 | 0.42            |
| 日耳曼人               | 0.25            |
| 吉普賽人               | 0.24            |
| 麥斯赫特土耳其人       | 0.23            |
| 阿塞拜疆人             | 0.23            |
| 拉克人                 | 0.18            |
| 格魯吉亞人             | 0.17            |
| 卡拉恰伊人             | 0.13            |
| 印古什人               | 0.12            |
| 白俄羅斯族             | 0.12            |
| 高加索猶太人           | 0.11            |
| 以上是人口過1000的民族 |                 |